# Andrej Filičkin
Andrej Vladimirovič Filičkin (in russo Андрей Владимирович Филичкин?; Elizovo, 17 gennaio 1975) è un ex sciatore alpino russo.

## Biografia

### Stagioni 1993-1996
Filičkin esordì in campo internazionale in occasione dei Mondiali juniores di Montecampione/Colere 1993 e debuttò ai Giochi olimpici invernali a Lillehammer 1994, dove si classificò 37º nella discesa libera, 30º nel supergigante e non completò lo slalom gigante e la combinata; nella stessa stagione ai Mondiali juniores di Lake Placid vinse la medaglia d'argento nel supergigante.
Nel 1995 esordì in Coppa del Mondo, il 15 marzo a Bormio in discesa libera (25º), e conquistò il primo podio in Coppa Europa, il 12 dicembre a Obereggen in supergigante (2º). Nel 1996 ottenne il miglior piazzamento in Coppa del Mondo, il 5 febbraio a Garmisch-Partenkirchen in supergigante (9º), e debuttò ai Campionati mondiali: nella rassegna iridata della Sierra Nevada si piazzò 34º nella discesa libera, 15º nel supergigante, 23º nella combinata e non completò lo slalom gigante.

### Stagioni 1997-2006
Ai Mondiali di Sestriere 1997 fu 30º nella discesa libera, 15º nel supergigante e non completò lo slalom gigante, mentre ai XVIII Giochi olimpici invernali di Nagano 1998 si classificò 18º nella discesa libera, 21º nel supergigante e non completò lo slalom gigante. Ai Mondiali di Vail/Beaver Creek 1999 si piazzò 31º nel supergigante e non completò la discesa libera e lo slalom gigante; a quelli di Sankt Anton am Arlberg 2001, sua ultima presenza iridata, fu 25º nella discesa libera e non completò il supergigante e lo slalom gigante. Nello stesso anno salì per l'ultima volta sul podio in Coppa Europa, il 9 dicembre a Damüls in slalom gigante (2º).
Il 3 febbraio 2002 prese per l'ultima volta il via in Coppa del Mondo, a Sankt Moritz in slalom gigante senza completare la prova, e ai successivi XIX Giochi olimpici invernali di Salt Lake City 2002, sua ultima presenza olimpica, si classificò 41º nella discesa libera, 14º nella combinata e non completò il supergigante e lo slalom gigante. Si ritirò al termine della stagione 2005-2006 e la sua ultima gara fu uno slalom gigante FIS disputato il 10 aprile nella natia Elizovo, non completato da Filičkin.

## Palmarès

### Mondiali juniores
- 1 medaglia:
  - 1 argento (supergigante a Lake Placid 1994)

### Coppa del Mondo
- Miglior piazzamento in classifica generale: 78º nel 1997

### Coppa Europa
- 4 podi:
  - 4 secondi posti

### Nor-Am Cup
- Miglior piazzamento in classifica generale: 38º nel 2001
- 1 podio:
  - 1 secondo posto

### Campionati russi
- 26 medaglie (dati dalla stagione 1994-1995):
  - 10 ori (supergigante, slalom speciale nel 1995; supergigante, slalom speciale nel 1996; discesa libera nel 1997; discesa libera, supergigante, slalom gigante nel 1998; slalom gigante nel 1999; slalom gigante nel 2003)
  - 13 argenti (slalom gigante nel 1995; slalom gigante nel 1996; supergigante, slalom gigante, slalom speciale nel 1997; slalom speciale nel 1998; discesa libera nel 1999; discesa libera, slalom gigante nel 2000; slalom gigante nel 2001; slalom gigante nel 2002; supergigante, slalom gigante nel 2005)
  - 3 bronzi (discesa libera nel 1996; supergigante nel 2000; slalom speciale nel 2003)